# Liachirus
Liachirus es un género de peces de la familia Soleidae, del orden Pleuronectiformes. Este género marino fue descrito científicamente en 1862 por Albert Günther.

## Especies
Especies reconocidas del género:
- Liachirus melanospilos (Bleeker, 1854)
- Liachirus whitleyi Chabanaud, 1950